# Danaus plexippus

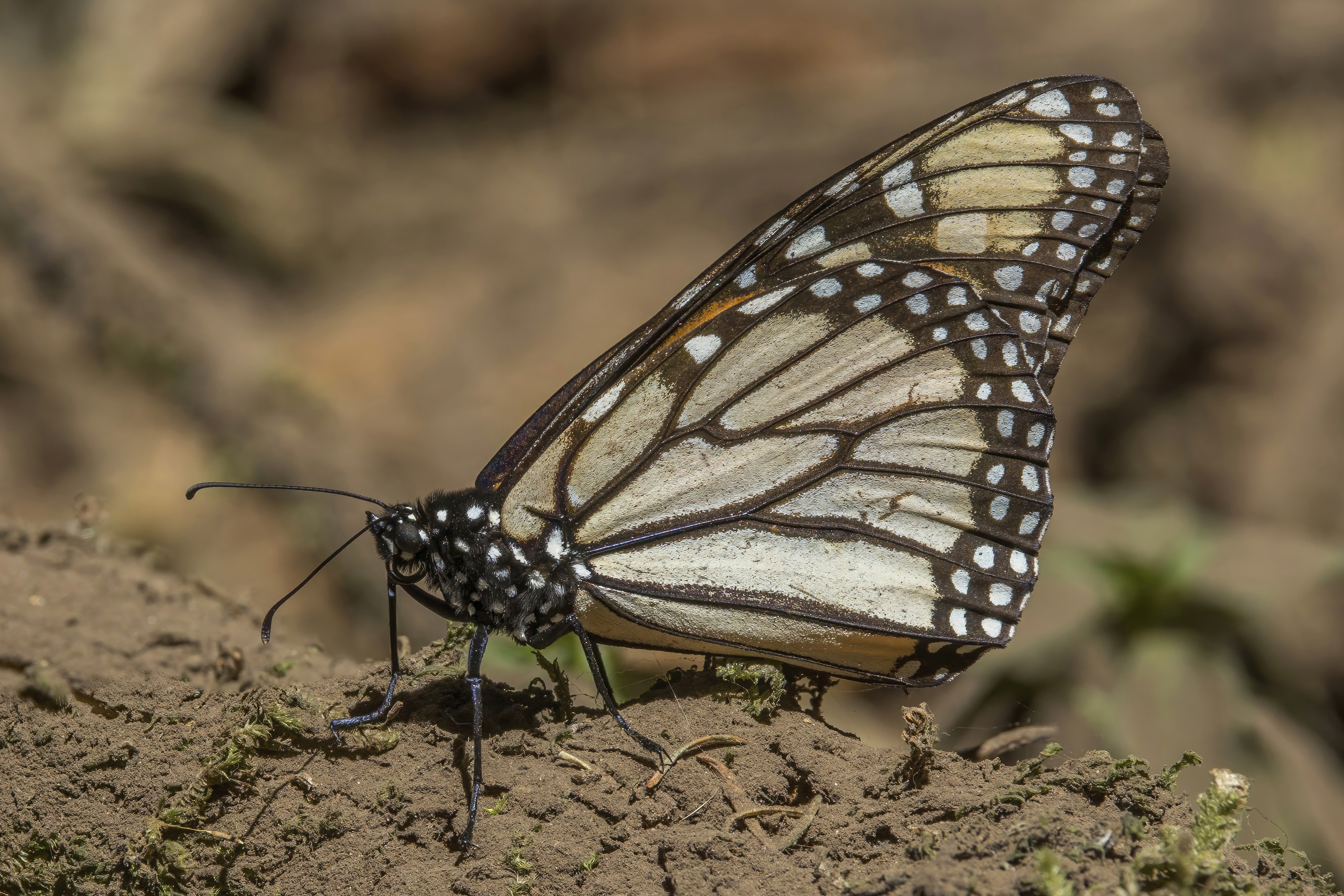
Danaus plexippus plexippus in Messico.

La farfalla monarca (Danaus plexippus Linnaeus, 1758), o semplicemente monarca, è una farfalla danainae impollinatrice della famiglia Nymphalidae, originaria dell'America settentrionale.
Nel 2009, le monarca vennero allevate sulla Stazione Spaziale Internazionale ed emersero, con successo, dalle pupe situate nell'apparato di bio-trattamento generico commerciale della stazione.

## Etimologia
Si pensa che il nome "monarca" le sia stato assegnato in onore di Guglielmo III d'Inghilterra (dato che il colore principale della farfalla è identico a quello dello stemma del Principe d'Orange, un titolo secondario di Guglielmo III). La monarca venne originariamente descritta da Carlo Linneo nella decima edizione del Systema Naturae e venne collocata nel genere Papilio. Nel 1780, Jan Krzysztof Kluk usò la monarca come serie tipo per un nuovo genere, la Danaus.
Robert Michael Pyle suggerì che Danao fosse una versione mascolinizzata di Danaë, la pronipote di Danao, da cui Zeus scese come una pioggia d'oro (il che gli sembrava una fonte più appropriata per il nome di questa farfalla).

## Tassonomia

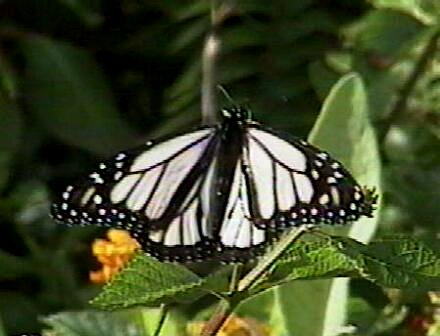
Monarca bianca polimorfista alle Hawaii.

Le monarca appartengono alla sottofamiglia Danainae della famiglia Nymphalidae.
Si suddividono in tre specie:
- Danaus plexippus - La specie più conosciuta e originaria del Nord America.
- Danaus erippus - Una specie originaria del Sud America. Alcuni ricercatori ritengono che, una volta, esse e le plexippus costituissero un'unica specie, ma si separarono circa due milioni di anni fa, al termine del Pliocene (dato che l'aumento del livello del mare e l'acqua salmastra che rivestiva il Rio delle Amazzoni, limitavano l'habitat di queste farfalle[9]).
- Danaus cleophile - Una specie originaria della Giamaica e descritta da Jean-Baptiste Godart[10].

Queste tre specie, si suddividono ulteriormente in sei sottospecie:
- Danaus plexippus plexippus - La sottospecie più conosciuta e originaria del Nord America.
  - Danaus plexippus nivosus - Una variante bianca, originaria di Oahu[12].
  - Danaus plexippus (ancora in attesa di un nome) - Una variante bianca, priva di segni alle ali[13].
- Danaus plexippus nigrippus - Una sottospecie originaria del Sud America[14].
- Danaus plexippus megalippe - Una sottospecie non migratrice che è diffusa dalla Florida e dalla Georgia, attraverso i Caraibi e l'America centrale, fino al Rio delle Amazzoni.
- Danaus plexippus leucogyne - Una sottospecie originaria di Saint Thomas.
- Danaus plexippus portoricensis - Una sottospecie originaria di Puerto Rico.
- Danaus plexippus tobagi - Una sottospecie originaria di Tobago.

## Genoma
La monarca è la prima farfalla a cui sia stato sequenziato il genoma. La sequenza draft di 273 milioni di coppia di basi comprende un insieme di 16.866 geni codificanti proteine. Il genoma ha fornito, ai ricercatori, approfondimenti sul comportamento migratorio, l'orologio circadiano, i percorsi degli ormoni giovanili e i microRNA che sono espressi in modo differenziato tra monarca estive e migratrici. Più recentemente, è stata descritta la base genetica della migrazione monarca e della colorazione di avvertimento.
Non esiste alcuna differenziazione genetica tra le popolazioni migratorie del Nord America orientale e occidentale16. Recenti ricerche hanno identificato le aree specifiche nel genoma della monarca che regolano la migrazione. Non si è vista alcuna differenza genetica tra una monarca migratrice e una non migrante; il gene era espresso nelle monarca migratrici, ma non nelle monarca non migratorie.
Nel 2015, una ricerca identificò i geni dei bracovirus, presenti nelle vespe, nel genoma della monarca nordamericana, portando ad articoli sulle farfalle monarca come organismi geneticamente modificati.

## Ciclo vitale

### Metamorfosi
Come tutti i lepidotteri, anche le monarca vanno incontro a una metamorfosi completa; il loro ciclo vitale ha quattro fasi: uovo, larva, pupa e adulto.
Le monarca passano dalle uova agli adulti, durante le calde temperature estive, in appena venticinque giorni (arrivando fino a sette settimane, durante le fresche condizioni primaverili). Durante il loro sviluppo, sia le larve che i loro ospiti di asclepiade, sono vulnerabili a condizioni meteorologiche estreme, ai predatori, ai parassiti e alle malattie; comunemente, sopravvive meno del 10% delle uova delle monarca e dei bruchi.

#### Larva
Il bruco è a strisce nere, gialle e bianche.

#### Adulto
Ha una vivace livrea arancione con nervature costali dai contorni neri e due serie di macchie bianche lungo il bordo delle ali. L'apertura alare varia dai 7,5 ai 10 cm.

## Biologia

### Sviluppo
Le larve si sviluppano su piante del genere Asclepias e su altre Asclepiadaceae. Lo sviluppo, dall'uovo all'adulto, si completa in circa 30 giorni.

Il numero delle generazioni annue varia a seconda delle condizioni climatiche.

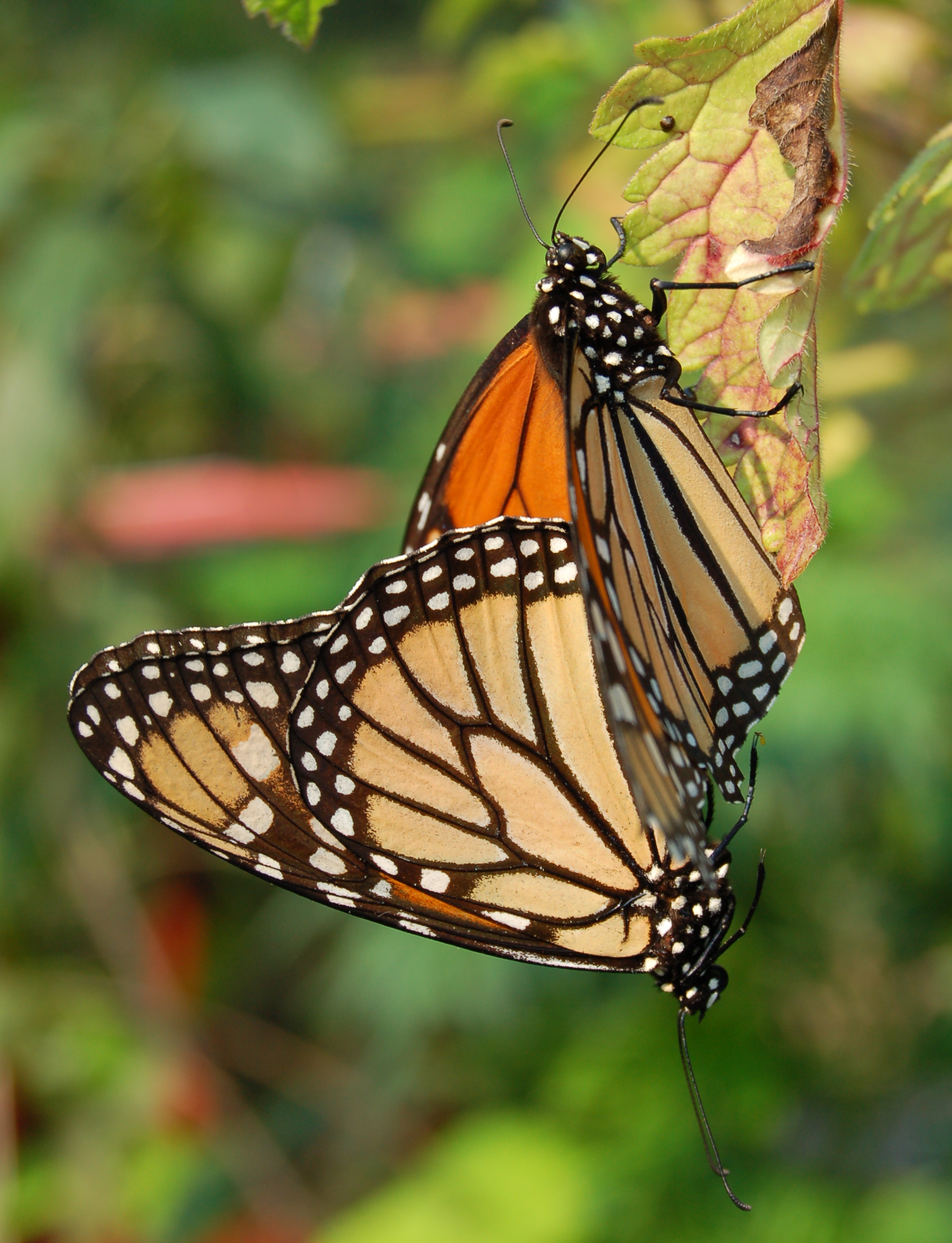
Accoppiamento
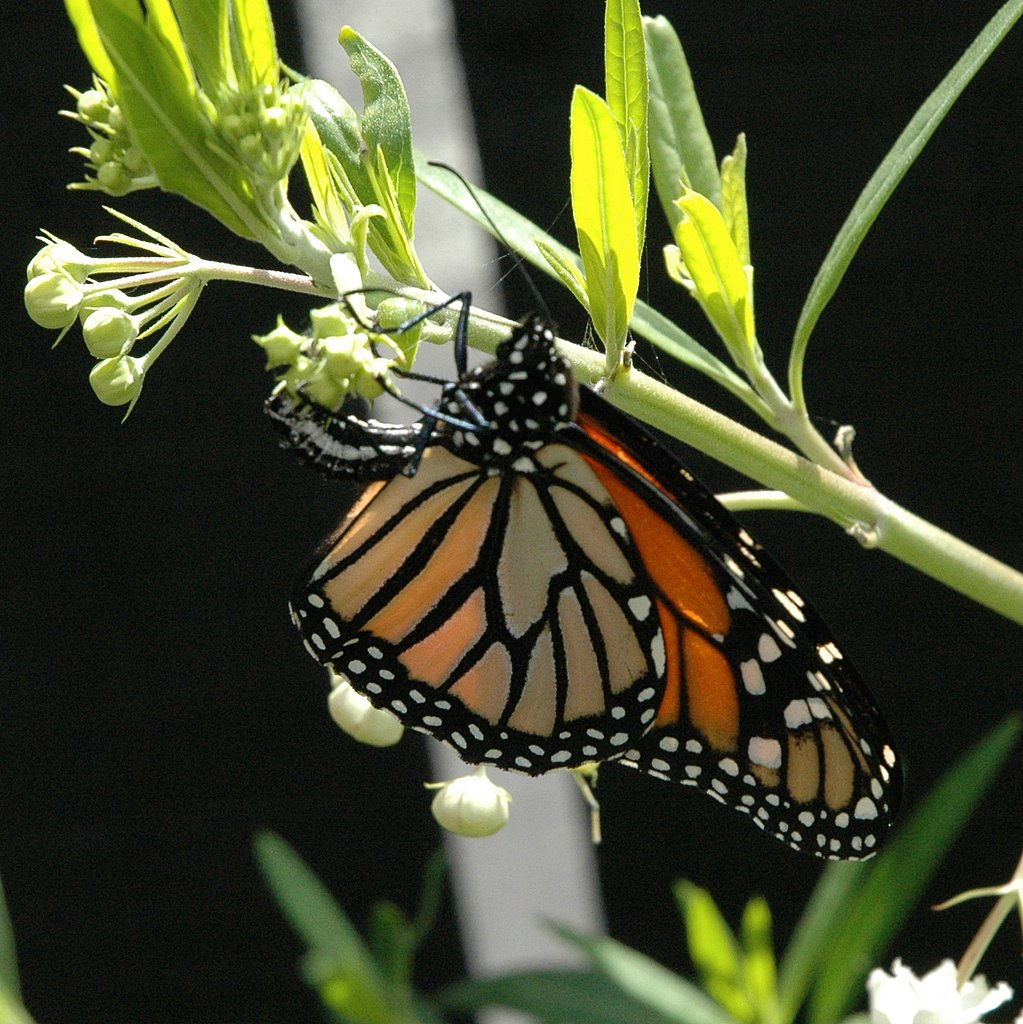
Deposizione delle uova
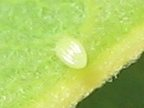
Uovo
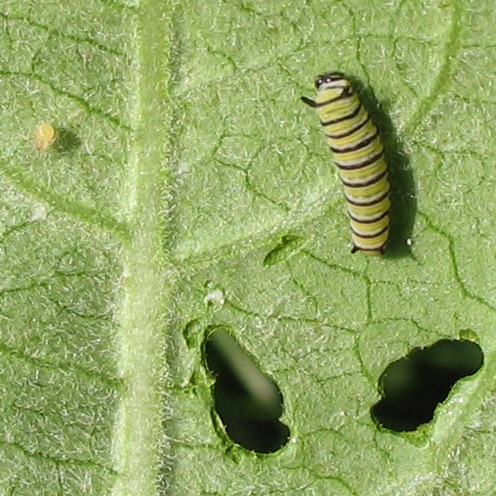
Larva del 2º stadio e uovo
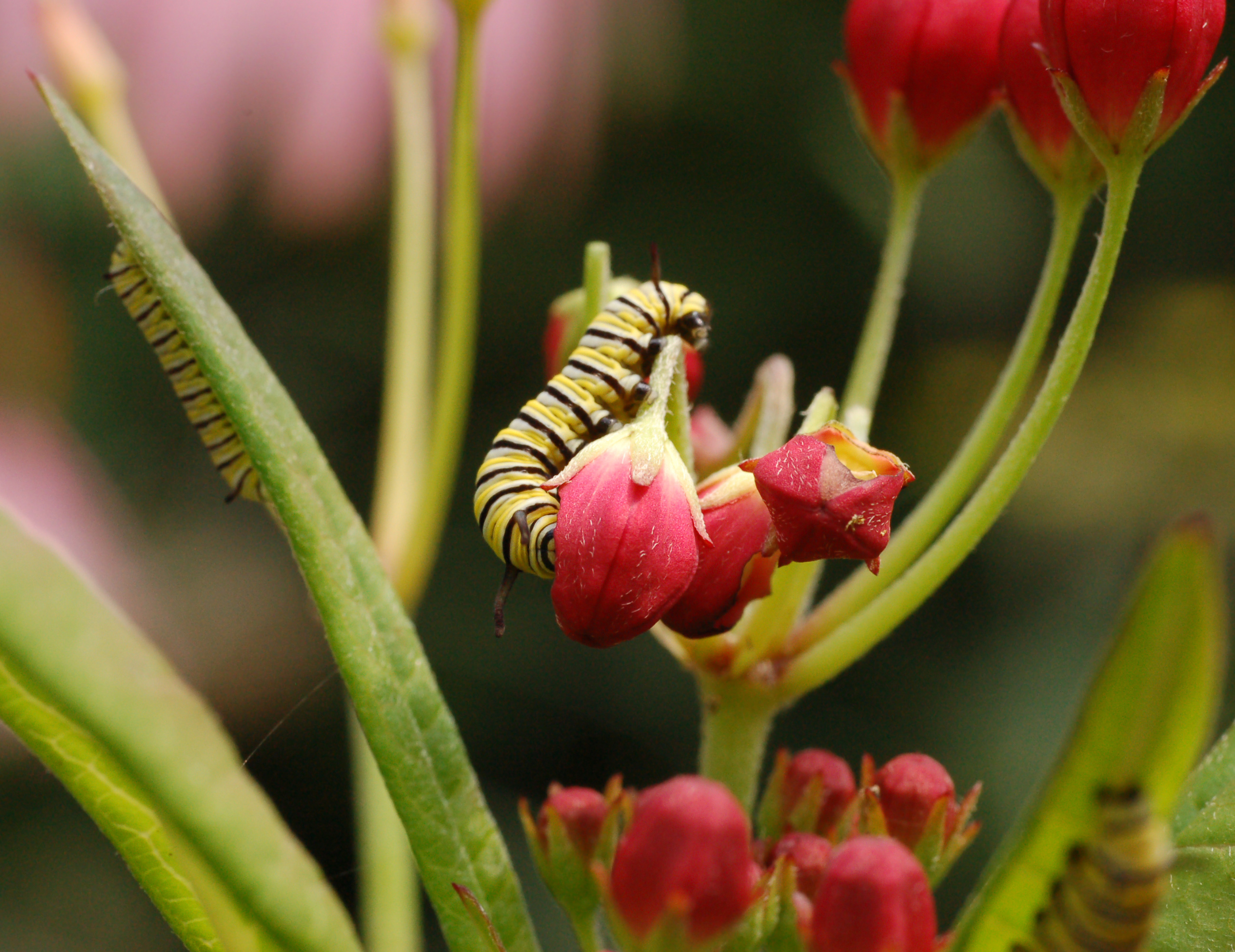
Bruco che si nutre di fiori di Asclepias curassavica
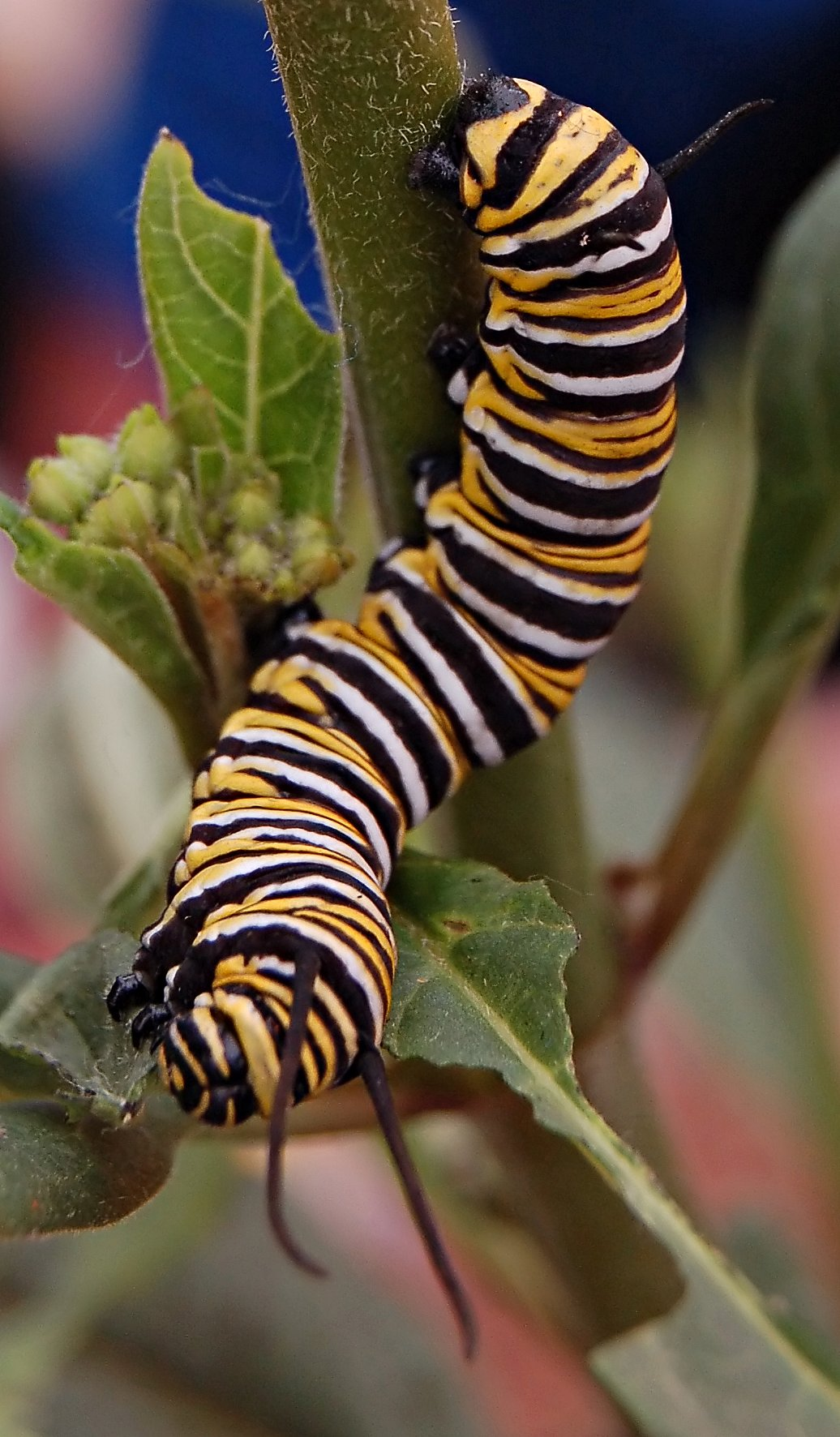
Larva matura
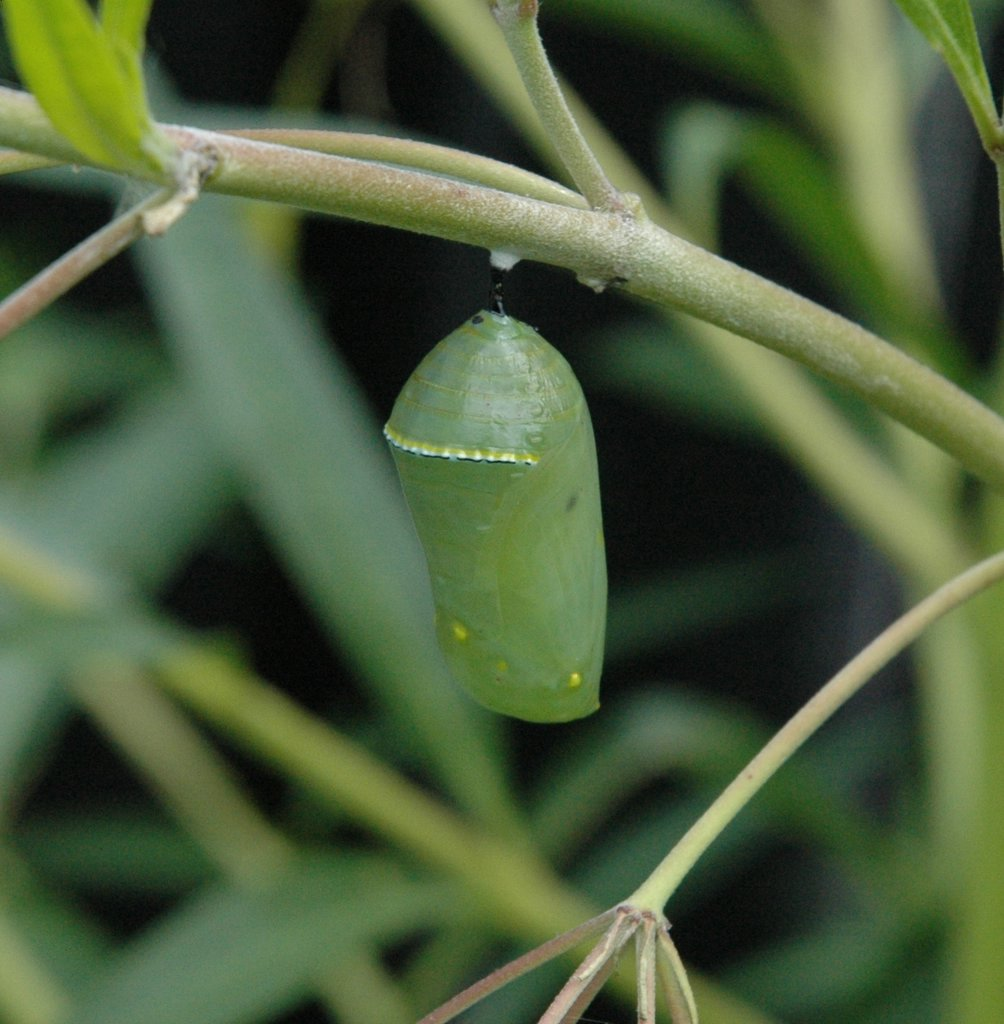
Crisalide
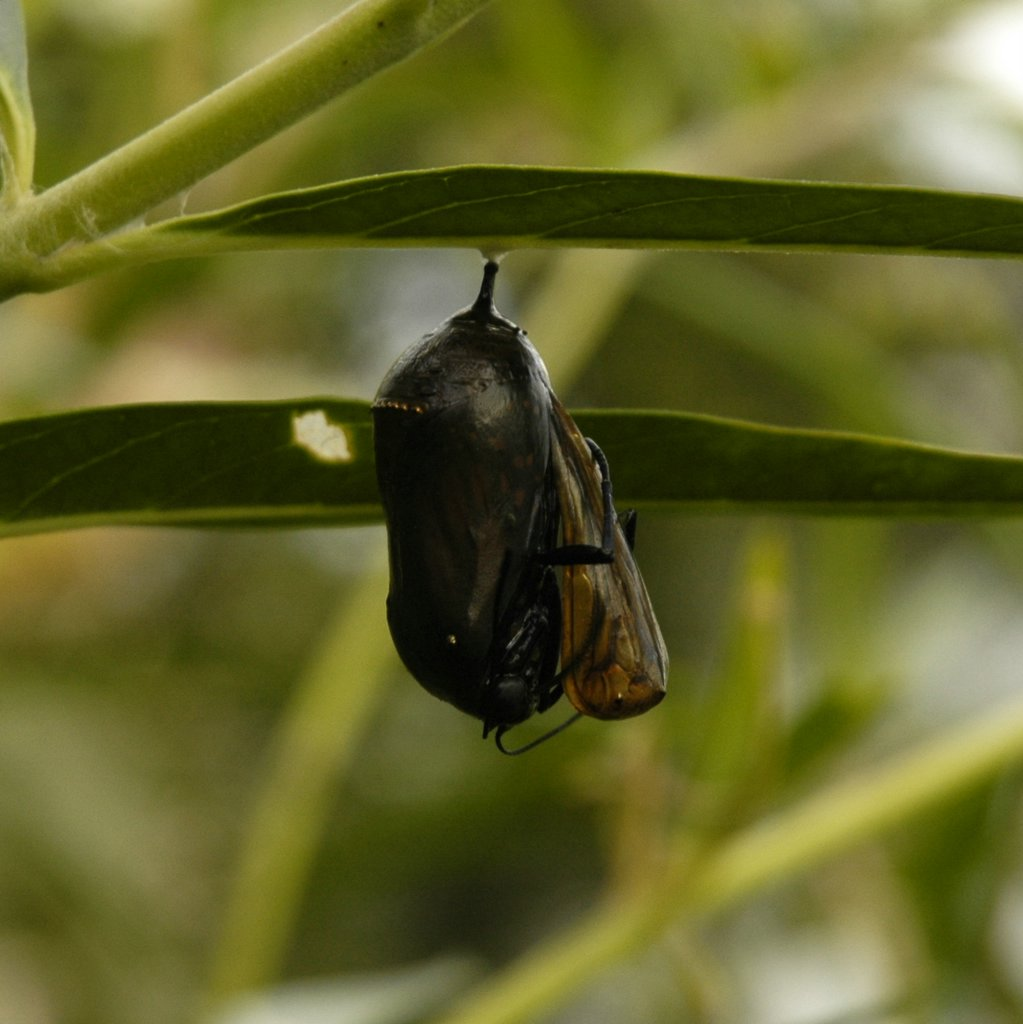
Sfarfallamento
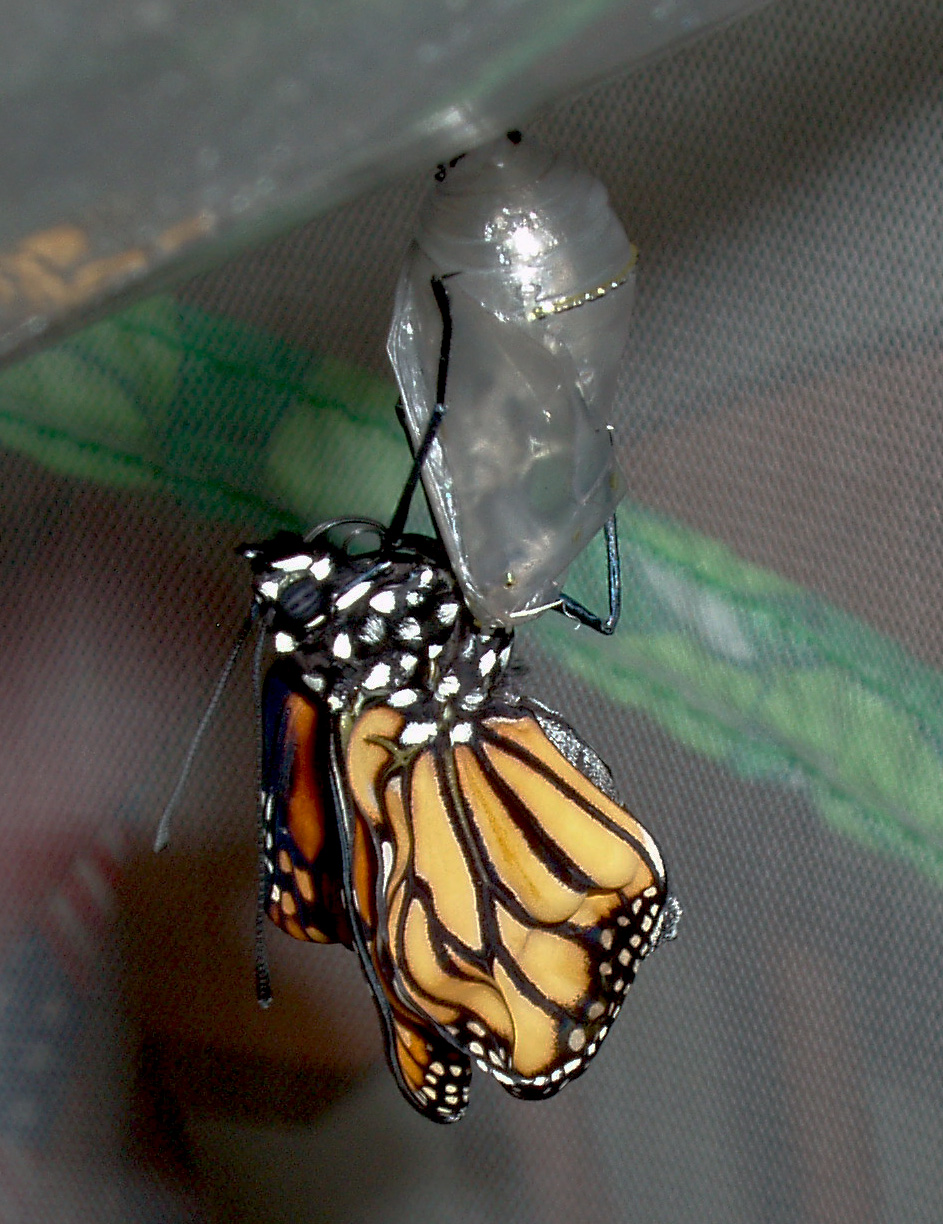
Adulto che emerge dalla crisalide

### Migrazioni e strategie difensive

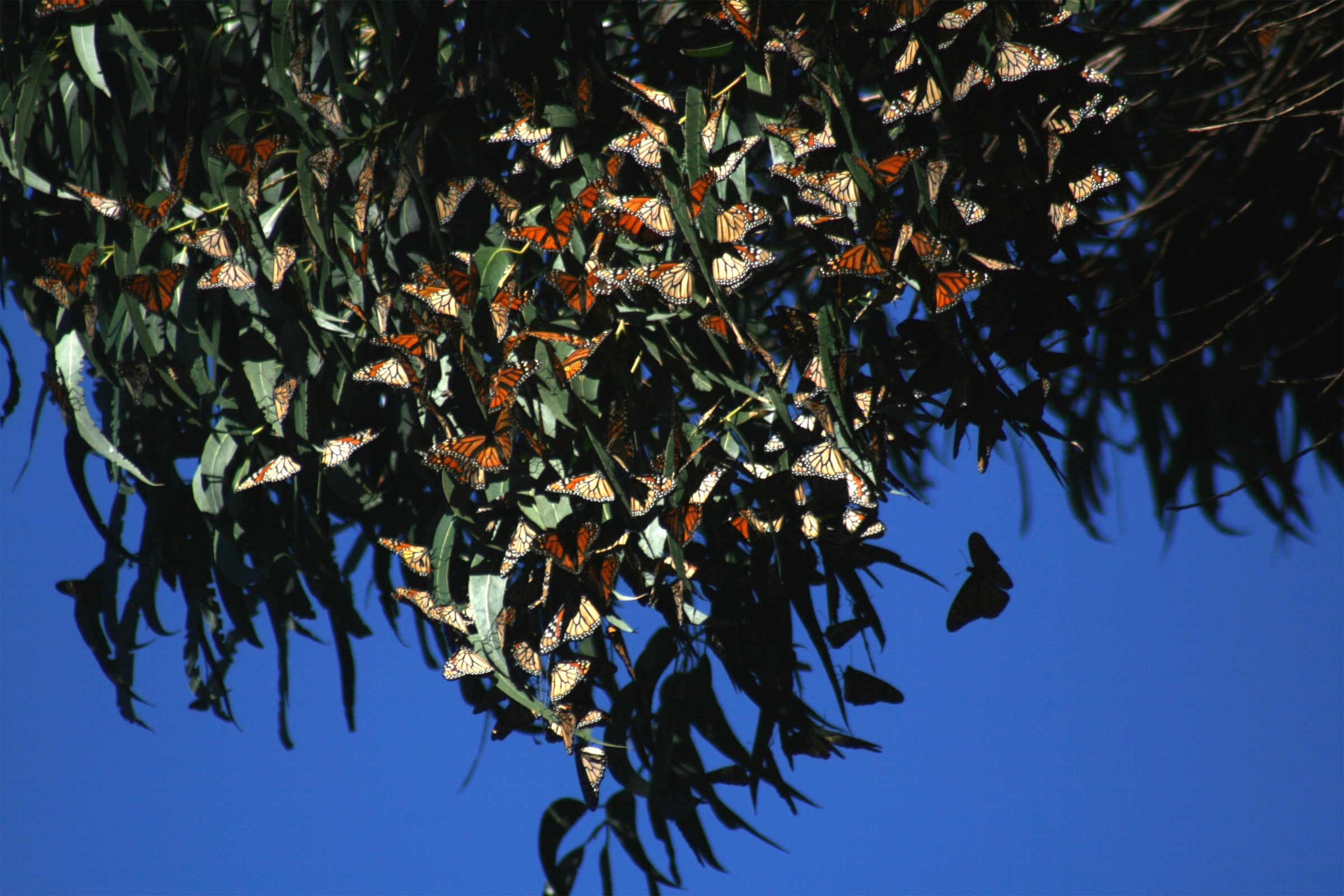
Centinaia di individui sui rami di un eucalipto durante lo svernamento a Santa Cruz (California)

Ha una notevole resistenza al volo il che le consente di compiere lunghe migrazioni.
Eccezionalmente un individuo di questa specie ha volato per 2112 km in 46 giorni. Questo favorisce la dispersione della specie, che occasionalmente è stata rinvenuta anche in zone molto lontane dall'areale originario.
Le popolazioni del Nord America compiono invece migrazioni periodiche tra le regioni più settentrionali, dove è presente solo nella stagione estiva, e le zone di svernamento, orientandosi con uno speciale senso chiamato "magnetoricezione". 
In autunno le farfalle volano verso sud, formando gruppi di migliaia di individui. Quelle degli Stati Uniti occidentali raggiungono alcune zone montuose della California tra San Francisco e Los Angeles, dove trascorrono l'inverno in uno stato di semi-ibernazione aggrappate a decine di migliaia ai tronchi e ai rami degli alberi. Quelle del Canada meridionale e degli Stati Uniti centrali e orientali raggiungono una piccola valle situata in Messico a 3000 m s.l.m. di altitudine, dove durante l'inverno si concentrano oltre 14 milioni di farfalle in un ettaro e mezzo di superficie. Nella primavera successiva, dopo gli accoppiamenti, gli individui di entrambi i sessi iniziano il viaggio di ritorno, durante il quale alcune femmine si fermano a deporre le uova; in alcuni casi è la generazione successiva a completare il viaggio ricolonizzando le regioni più settentrionali. Le migrazioni a Nord verso il Canada, avvengono in 3 generazioni, il ritorno in Messico avviene invece in un'unica generazione: questo è un raro caso di migrazione in più generazioni.
Sia le larve che gli adulti presentano vivaci colorazioni aposematiche, che li difendono dai predatori vertebrati, avvertendoli della presenza di sostanze tossiche (cardenolidi) che li rendono inappetibili. Queste sostanze vengono assimilate durante lo sviluppo larvale dalle specie di Asclepias di cui il bruco si nutre.

## Distribuzione e habitat

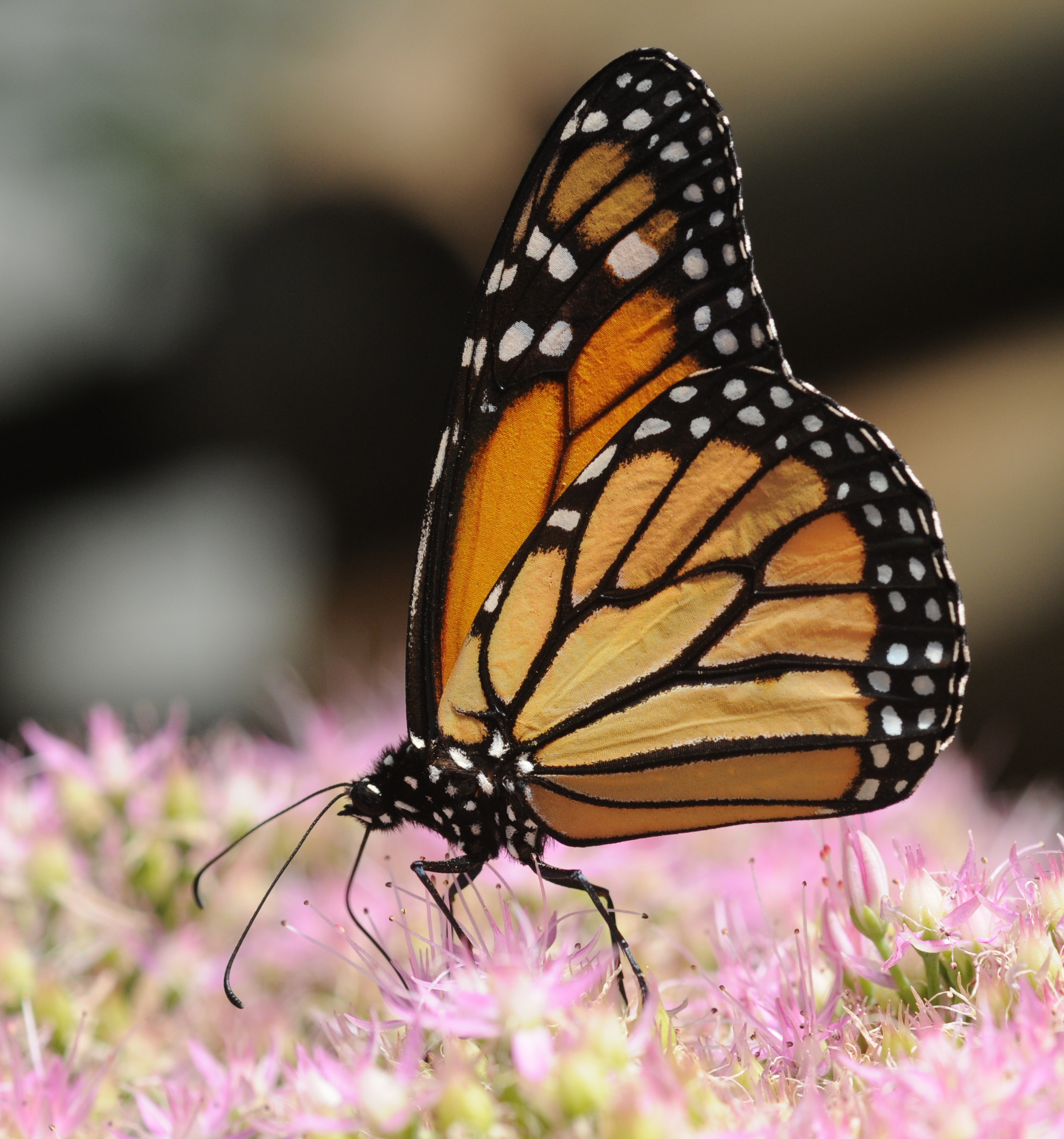
Un esemplare di farfalla monarca

È distribuita in quasi tutta l'America, dal Canada meridionale al Rio delle Amazzoni. A partire dal XIX secolo è stata trovata anche in Indonesia, in Nuova Zelanda e in Australia, dove è conosciuta come farfalla migratrice. In Europa è residente nelle isole Canarie e a Madera, mentre nelle Azzorre, in Portogallo e in Spagna compaiono occasionalmente individui migranti.

## Galleria d'immagini

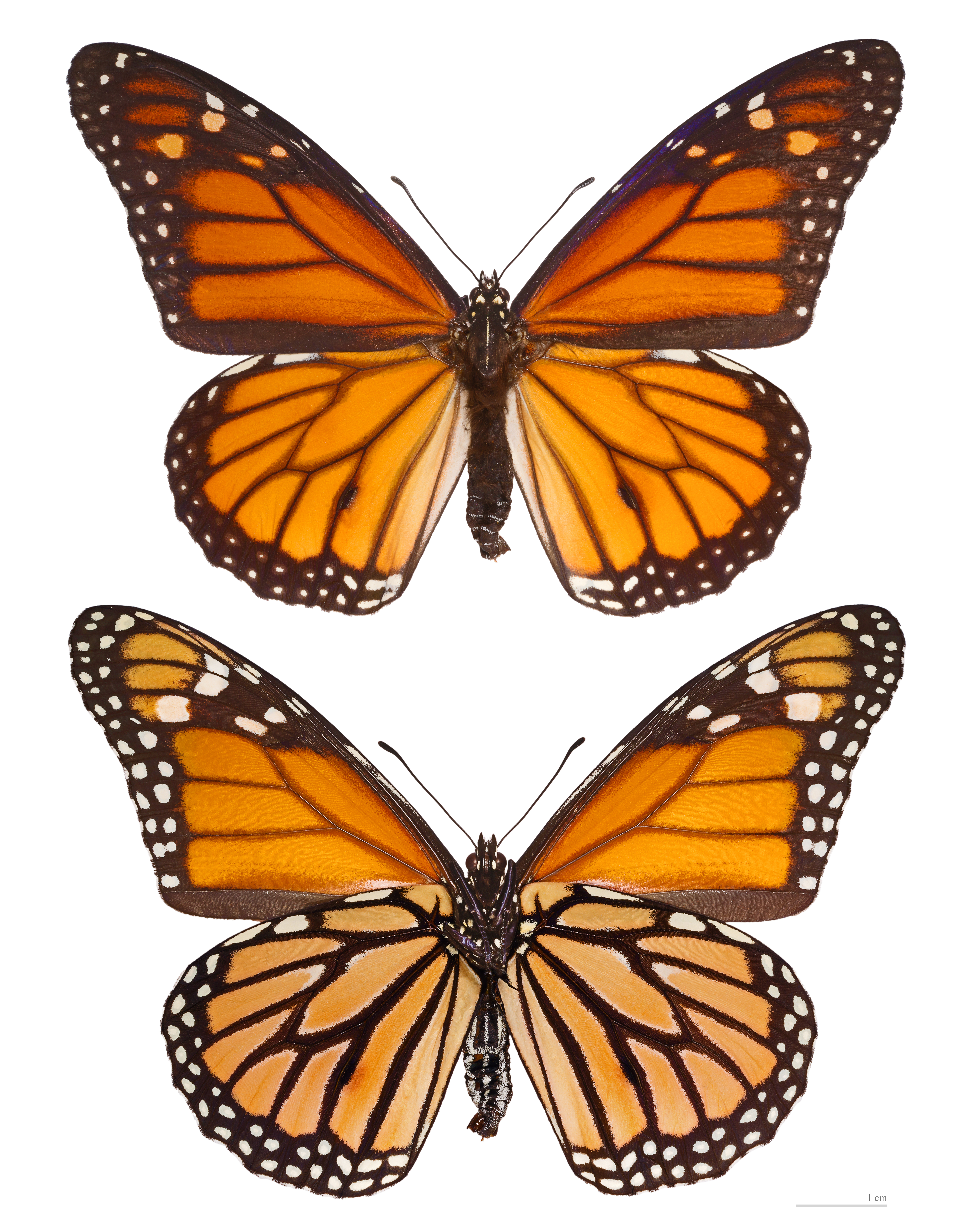
♂
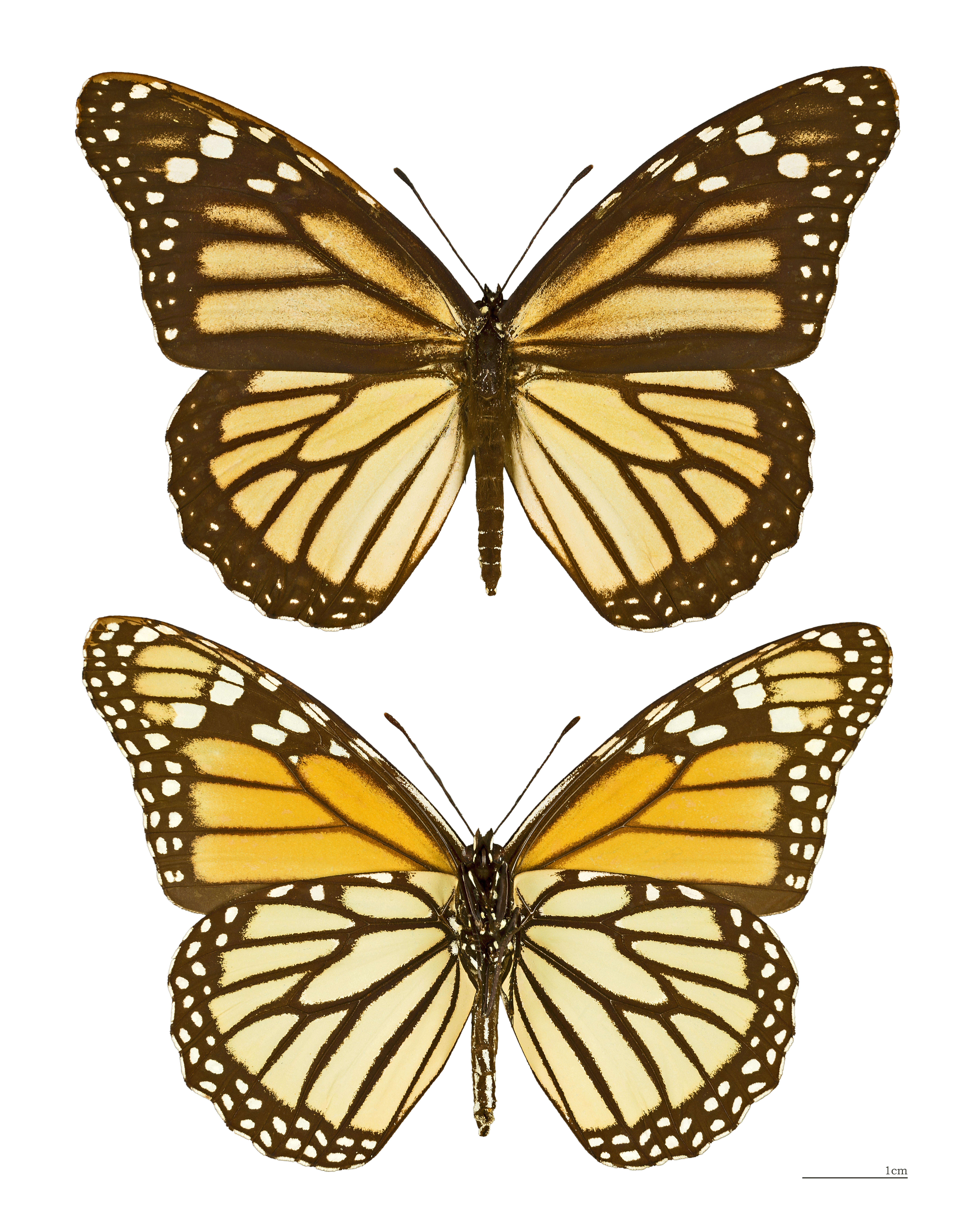
♀
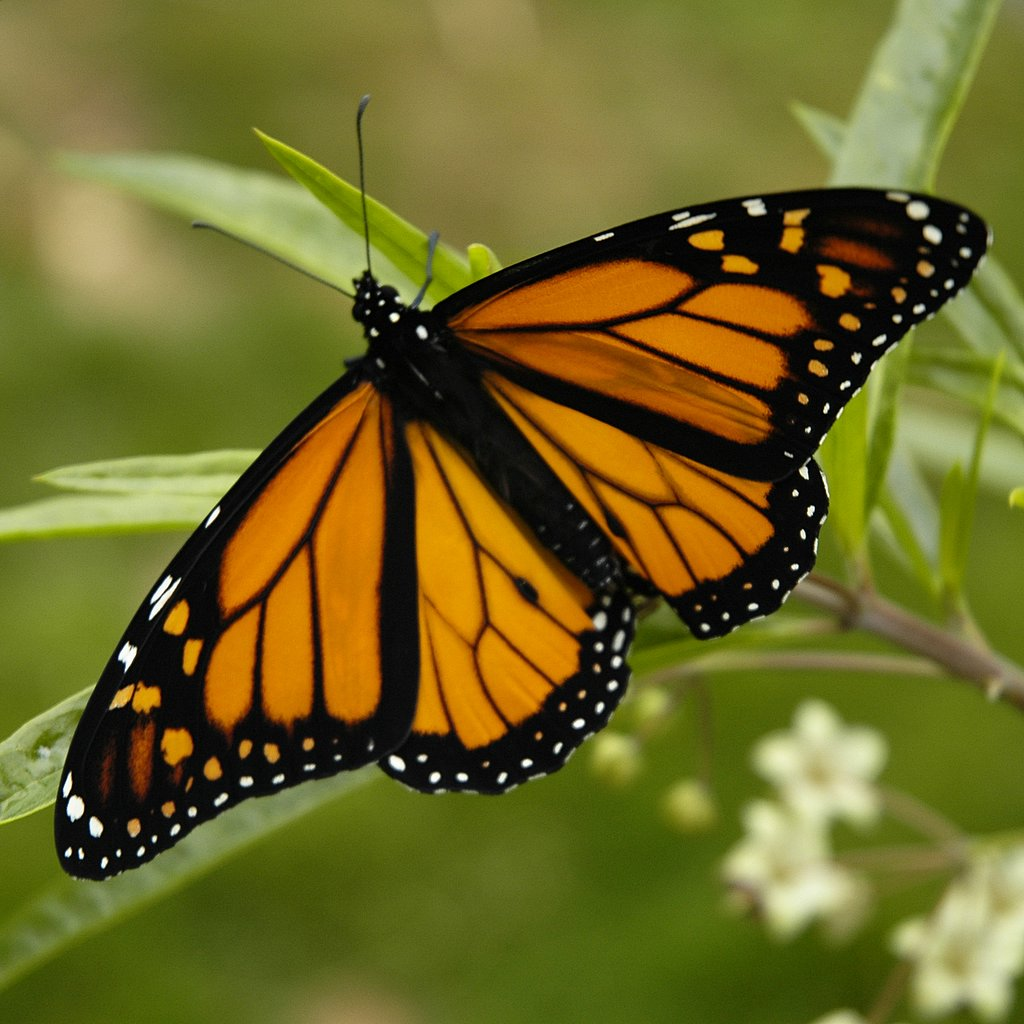
Adulto
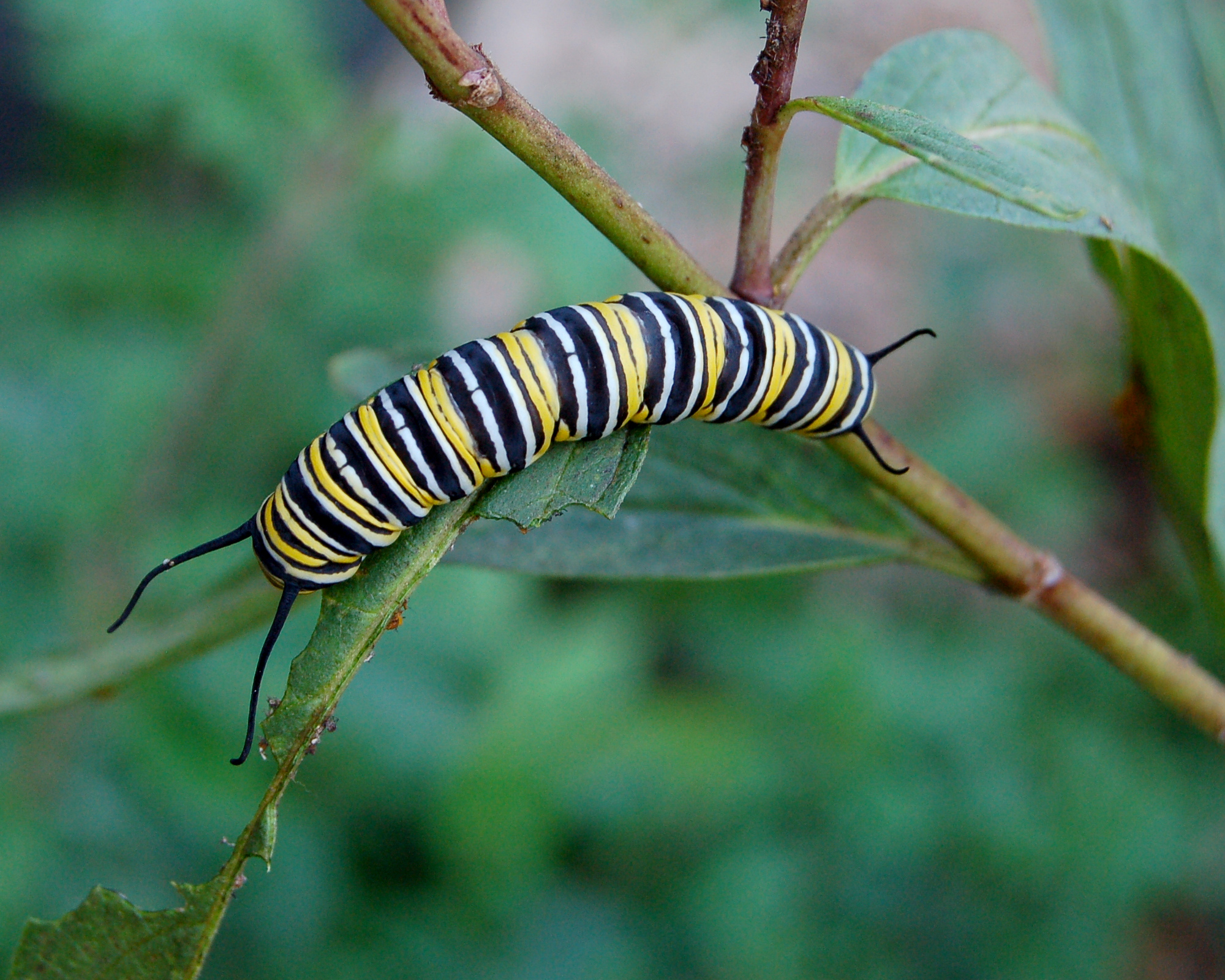
Bruco